# Le Bras du démon
Le Bras du démon est une série de bande dessinée fantastique écrite par le Français  Christian Godard, dessinée par l'Espagnol Florenci Clavé et mise en couleurs par le Français Jean-Jacques Chagnaud. Ses deux volumes ont été publiés en 1996 et 1997 par Soleil.

## Albums
- Le Bras du démon, Soleil :

1. À l'étranger qui m'habite, 1996  (ISBN 2-87764-559-2).
2. Voyage en hérésie, 1997  (ISBN 2-87764-630-0).